# Lista över offentlig konst i Lunds kommun
Lista över offentlig konst i Lunds kommun är en ofullständig förteckning över främst utomhusplacerade skulpturer och andra offentliga konstverk i Lunds kommun.

## Skulpturer i Lund, förutom i Skissernas museums skulpturpark
| Titel                                                     | Konstnär(er)                                 | Årtal           | Beskrivning                                                                                                | Typ - material                                         | Stadsdel/ort  | Plats Koordinater                                                                                                  | Bild                                                             |
| --------------------------------------------------------- | -------------------------------------------- | --------------- | --- | ------------------------------------------------------ | ------------- | --- | ---------------------------------------------------------------- |
| Ugglebänk                                                 | Mats Adelman                                 | 2011            | | brons                                                  | Dalby         | Nyvångsskolan koordinater saknas                                                                                   |                                                                  |
| Carl von Linné                                            | Ansgar Almquist                              | 1938            | staty över Carl von Linné                                                                                  | skulptur - brons                                       |               | Petriplatsen 55.70656, 13.19211                                                                                    | Carl von Linné                                                   |
| Polykrom relief                                           | Carl-Einar Andersson                         | 1960            | | betong                                                 |               | Karhögstorg 55.69405, 13.19191                                                                                     | Polykrom relief                                                  |
| Fontänanläggning                                          | Arne Jones Klas Anshelm                      | 1969            | | Fontänanläggning - glas, stål                          |               | mellan E-huset och M-huset, Lunds tekniska högskola 55.71103, 13.20896                                             | Fontänanläggning                                                 |
| Trådmodell av trancendental regelyta                      | Klas Anshelm                                 | 1966            | | stål                                                   |               | M-huset/F-huset, Lunds tekniska högskola 55.71066, 13.20763                                                        | Trådmodell av trancendental regelyta                             |
| Vännens berättelse                                        | Bianca Maria Barmen                          | 2004            | | brons                                                  |               | Vipeholmsskolan 55.702, 13.2249                                                                                    | Vännens berättelse                                               |
| Kugelbaum                                                 | Carl Boutard                                 | 2012            | | brons                                                  | Stångby       | Kulparksskolan koordinater saknas                                                                                  |                                                                  |
| Kuber i förvandling                                       | Holger Bäckström Bo Ljungberg                | 1974            | | silkscreen på perstorpsplatta                          | Linero        | Centrumhusets sydfasad 55.69457, 13.24251                                                                          | Kuber i förvandling                                              |
| Vattenfigur                                               | Christian Berg                               | 1963            | | fontän - röd granit                                    |               | Västertull, Byggmästaregatan/Trollebergsvägen 55.70384, 13.18444                                                   | Vattenfigur                                                      |
| Tycho Brahe                                               | Vilhelm Bissen                               | 1901            | byst över Tycho Brahe                                                                                      | byst - brons                                           |               | utanför Astronomiska institutionen, Lunds universitet 55.71166, 13.2042                                            | Tycho Brahe                                                      |
| Healing the Earth                                         | Olle Bonniér                                 | 1987            | | sten, jord, grus, kompositplast                        |               | E-husets gård, Lunds tekniska högskola koordinater saknas                                                          |                                                                  |
| Kosmos budbärare                                          | Christer Bording                             | 1999            | | diabas och röd granit                                  |               | utanför Hotel Planetstaden, Dalbyvägen 55.69892, 13.21325                                                          | Kosmos budbärare                                                 |
| Skärm                                                     | Barbro Bäckström                             | 1969            | | brons                                                  |               | Lerbäcksskolans gård koordinater saknas                                                                            |                                                                  |
| Otto Lindblad                                             | John Börjeson                                | 1908            | byst över Otto Lindblad                                                                                    | byst - brons                                           |               | Lundagård 55.70495, 13.19458                                                                                       | Otto Lindblad                                                    |
| L'un des nôtres Även känd som: En av våra                 | Alexander Calder                             | 1968            | | skulptur - stål                                        | Norra Fäladen | Fäladsgården 55.72344, 13.20191                                                                                    |                                                                  |
| Rymdfält av fred                                          | Eduardo Chillida                             | 1972            | | skulptur - diabas                                      |               | Stortorget 55.70258, 13.19313                                                                                      | Rymdfält av fred                                                 |
| Stenväxter                                                | Ole Christensen                              | 1991            | | granit                                                 | Värpinge      | Torget, HSB:s bostadsområde i Värpinge koordinater saknas                                                          |                                                                  |
| Hyllning till rörelsen                                    | Sten Dunér                                   | 1966            | | målat trä                                              |               | Bollhusets fasad, Fasanvägen/Trollebergsvägen 55.70361, 13.17767                                                   | Hyllning till rörelsen                                           |
| Mannen som bryter sig ut ur klippan                       | Axel Ebbe                                    | 1918            | | skulptur - granit                                      |               | Universitetsplatsen, Lundagård 55.70545, 13.19451                                                                  | Mannen som bryter sig ut ur klippan                              |
| Till minnet av Bengt Lidforss                             | Axel Ebbe                                    | 1925            | Minnesmärke för Bengt Lidforss                                                                             | brons                                                  |               | Botaniska trädgården, Lund 55.7032, 13.20287                                                                       | Till minnet av Bengt Lidforss                                    |
| Kalvbäraren                                               | Cecilia Edefalk                              | 2009            | | skulptur - brons                                       |               | på gården Ringvägen 1B 55.69468, 13.18768                                                                          | Kalvbäraren                                                      |
| Jacques Borelius                                          | Carl Eldh                                    | utplacerad 1931 | byst över Jacques Borelius                                                                                 | byst - brons                                           |               | parken utanför gamla lasarettet, kvarteret Paradis 55.70704, 13.19608                                              | Jacques Borelius                                                 |
| Mor                                                       | Carl Eldh                                    | utplacerad 1955 | | brons                                                  |               | Barnkliniken, Universitetssjukhuset i Lund, Getingevägen koordinater saknas                                        |                                                                  |
| Teorem, och andra verk                                    | Lars Englund                                 | 2010            | |                                                        | Veberöd       | Svaleboskolan koordinater saknas                                                                                   |                                                                  |
| Trädet                                                    | Pye Engström                                 | 1976            | | betong                                                 | Nöbbelöv      | Lergökens daghem, Jaktstigen koordinater saknas                                                                    |                                                                  |
| Trädet                                                    | Pye Engström                                 | 1976            | | betong                                                 |               | Djingis Khans daghem, Uardavägen koordinater saknas                                                                |                                                                  |
| Mormor                                                    | Pye Engström                                 | 1976            | | betong                                                 | Nöbbelöv      | Lergökens daghem, Jaktstigen koordinater saknas                                                                    |                                                                  |
| Mormor                                                    | Pye Engström                                 | 1976            | | betong                                                 | Södra Sandby  | Fågelsångs daghem, Blåmesvägen koordinater saknas                                                                  |                                                                  |
| Huset                                                     | Liss Eriksson. Smide utfört av Åke Myrsmeden | 1955            | | smide                                                  | Kobjer        | Kobjers torg 55.71586, 13.17719                                                                                    | Huset                                                            |
| Lysen                                                     | Karolina Erlingsson                          | 2011            | |                                                        |               | Gruppboendet Häradsrätten koordinater saknas                                                                       |                                                                  |
| Klangfågeln                                               | Björn Erling Evensen                         | 1977            | | rostfritt stål                                         |               | Annetorpshemmet, Sofiavägen koordinater saknas                                                                     |                                                                  |
| Panflöjt                                                  | Jörgen Fogelquist                            | 1983            | | Fontänskulptur - koppar, sten                          |               | Polhemsskolans gård 55.70127, 13.17815                                                                             | Panflöjt                                                         |
| Singlande slant                                           | Jörgen Fogelquist                            | 1967            | | målad skeppsplåt                                       | Klostergården | gården till Vårvädersvägen 4 55.69254, 13.17375                                                                    | Singlande slant                                                  |
| Trollkarlens hatt                                         | Jörgen Fogelquist                            | 1974            | | målat stål                                             |               | Förskolan Fågel blå, Gråsparvsvägen koordinater saknas                                                             |                                                                  |
| Väggmålning                                               | Jörgen Fogelquist                            | 1988-89         | | sgraffito                                              |               | Portgången, Östra Vallgatan 23 55.70092, 13.20014                                                                  | Väggmålning                                                      |
| Drake                                                     | Jörgen Fogelquist                            | 2006            | |                                                        | Norra Fäladen | på gården till Backaskolan, plus tre väggskyltar koordinater saknas                                                |                                                                  |
| Men tänk alltid på att ...                                | Luca Frei                                    | 2008            | |                                                        | Stångby       | Förskolan Tåget koordinater saknas                                                                                 |                                                                  |
| Gårdfarihandlare                                          | Gunnel Frieberg                              | 1985            | | brons                                                  | Klostergården | Klostergårdens centrum 55.6932, 13.18027                                                                           | Gårdfarihandlare                                                 |
| Carl Adolph Agardh                                        | Jonas Fröding                                |                 | byst över Carl Adolph Agardh                                                                               | byst - brons                                           |               | Botaniska trädgården 55.70553, 13.2013                                                                             | Carl Adolph Agardh                                               |
| Lekande barn                                              | Jonas Fröding                                | 1954            | | brons                                                  |               | Bantorget 55.70418, 13.1875                                                                                        | Lekande barn                                                     |
| Fågelmannen                                               | Emile Gilioli                                | 1958            | | brons                                                  |               | Östervångsvägen/Galjevångsvägen 55.70508, 13.21109                                                                 | Fågelmannen                                                      |
| Levande malm                                              | Willy Gordon                                 | 1985            | | brons                                                  |               | Berzeliuslaboratoiet, Professorsgatan koordinater saknas                                                           | Levande malm                                                     |
| Gavelrytmer                                               | Knut Grane                                   | 1982            | | lackerat bandstål                                      |               | Försäkringsbolaget Wasa, Fältspatsvägen koordinater saknas                                                         |                                                                  |
| Fragmentarisk sfär                                        | Bertil Herlow Svensson                       | 1989            | | aluminium                                              |               | Malmöhus läns landsting, Baravägen koordinater saknas                                                              |                                                                  |
| Väggreliefer                                              | Axel Hermansson                              | 2008            | | målad stålplåt                                         | Linero        | Gång- och cykelunderfart under Sandbyvägen 55.69594, 13.22884                                                      | Väggreliefer                                                     |
| Monument över gatuakrobat med hund                        | Martin Holmgren                              | 1968            | | brons                                                  |               | Knut den Stores torg 55.70528, 13.18849                                                                            | Monument över gatuakrobat med hund                               |
| Skapland                                                  | Martin Holmgren                              | 1968            | | brons                                                  |               | Ulrikedal 55.69751, 13.20489                                                                                       | Skapland                                                         |
| Framtidsvision                                            | Alexius Huber                                | 1990            | | stål, diabas                                           | Södra Sandby  | Biblioteket i Södra Sandby koordinater saknas                                                                      |                                                                  |
| Glasmosaik                                                | C.O. Hultén                                  | 1955            | | glasmosaik                                             |               | Tornavägen 11 55.70762, 13.20839                                                                                   |                                                                  |
| Borgen I                                                  | Erik Höglund                                 | 1984            | | tegel                                                  | Norra Fäladen | Lönneberga daghem, Skarpskyttevägen 55.72153, 13.19609                                                             |                                                                  |
| Borgen II                                                 | Erik Höglund                                 | 1984            | | tegel                                                  | Dalby         | Hagens daghem, Plogvägen koordinater saknas                                                                        |                                                                  |
| Borgen III                                                | Erik Höglund                                 | 1984            | | tegel                                                  | Nöbbelöv      | Hyddans daghem, Viltstigen koordinater saknas                                                                      |                                                                  |
| Anslagstavla                                              | Peter Johansson                              |                 | | trä                                                    |               | Smörlyckans idrottsplats 55.71674, 13.20449                                                                        | Anslagstavla                                                     |
| Fossil komposition Även känd som: Hillmonumentet          | Arne Jones                                   | 1955            | Monument över Carl Fredrik Hill                                                                            | granit                                                 |               | Skomakaregatan/Kiliansgatan 55.70274, 13.19644                                                                     | Fossil komposition                                               |
| Vertikal komposition                                      | Arne Jones                                   | 1956            | | koppar                                                 |               | Fysiologiska institutionen, Sölvegatan koordinater saknas                                                          | Vertikal komposition                                             |
| Vertikal konstruktion nr 2                                | Naum Gabo                                    | 1968            | | Kinetiskskulptur - brons och rostfritt stå             |               | andra våningen Stadshallen, Stortorget (inomhus) koordinater saknas                                                | Det är troligen inte ok att ladda upp en bild av detta konstverk |
| Linguaphone                                               | Olav Christopher Jenssen                     | 2007            | Sjudelad väggskulptur                                                                                      | Väggskulptur - vitmålad metall                         |               | Färs och Frostas Sparbanks Arena, entré A (inomhus) koordinater saknas                                             | Det är troligen inte ok att ladda upp en bild av detta konstverk |
| Rundöga Även känd som: Cyklop                             | Sophie Tottie                                | 2007            | Takmålningar i rostfritt stål och handtuftade yllemattor                                                   | Måleri                                                 |               | Filosofiska biblioteket, Kungshuset, Lundagård (inomhus) koordinater saknas                                        | Det är troligen inte ok att ladda upp en bild av detta konstverk |
| Kalender 1/11 2011–31/3 2012                              | Eva Löfdahl                                  | 2012            | 152 skulpturer trädda på stavar                                                                            | skulptur - Brons                                       |               | utanför Högevallsbadet, mot Klostergården koordinater saknas                                                       |                                                                  |
| Periskop                                                  | Matts Leiderstam                             | 2011            | |                                                        | Genarp        | Häckebergaskolan koordinater saknas                                                                                |                                                                  |
| Mor och barn                                              | Lena Lervik                                  | 1993            | | brons                                                  |               | utanför Kvinnokliniken, Universitetssjukhuset i Lund 55.71111, 13.19761                                            | Mor och barn                                                     |
| Animation II                                              | Ivan Liljander                               | 1969            | | svetsad plåt                                           |               | Ideon koordinater saknas                                                                                           |                                                                  |
| Okänd titel                                               | Sivert Lindblom                              | 1968            | Fasad till Skissernas museum                                                                               | slammat tegel, brons, kakel, klinkerplattor            |               | Sölvegatan 55.70757, 13.1987                                                                                       |                                                                  |
| Henrik Schartau                                           | Peter Linde                                  | 2003            | staty över Henrik Schartau                                                                                 | staty - brons                                          |               | Domkyrkoplan vid Liberiet 55.70373, 13.19364                                                                       | Henrik Schartau                                                  |
| Drottning och Spira (två verk)                            | Berit Lindfeldt                              | 2004            | |                                                        |               | Lovisaskolan koordinater saknas                                                                                    |                                                                  |
| Väktare                                                   | Anna Ling                                    | 2008            | |                                                        |               | Förskolan Ormen Långe koordinater saknas                                                                           |                                                                  |
| Forntid                                                   | Ingegerd Lundahl-Olsson                      | 1991            | | röd och grå granit                                     |               | Ladugårdsmarken koordinater saknas                                                                                 |                                                                  |
| Lyftande månfarkost                                       | Carl Magnus                                  | 1969            | | emalj på plåt                                          | Klostergården | Klostergårdsskolan, Nordanvägen koordinater saknas                                                                 |                                                                  |
| Rågång - råmärken                                         | Carl Magnus                                  | 1984            | | brons                                                  |               | Statsvetenskapliga/Juridiska institutionen koordinater saknas                                                      |                                                                  |
| Vattenkatedral                                            | Carl Magnus                                  | 2001            | | Fontän - brons och sten                                |               | Västra Stationstorget 55.7052, 13.18546                                                                            | Vattenkatedral                                                   |
| Kropp och linje                                           | Gert Marcus                                  |                 | | marmor                                                 |               | Stadsparken 55.69938, 13.18447                                                                                     | Kropp och linje                                                  |
| De tre parkväktarna                                       | Jörgen Martinsson                            | 1984            | | järnsmide                                              |               | kvarteret Paradis, Sandgatan 55.70648, 13.19566                                                                    | De tre parkväktarna                                              |
| Tufsen                                                    | Egon Möller-Nielsen                          | 1949            | | Lekskulptur - stengöt                                  |               | Stadsparken 55.70038, 13.18599                                                                                     | Tufsen                                                           |
| Pomona                                                    | Nils Möllerberg                              | 1953            | | vångagranit                                            |               | Stadsparken 55.69968, 13.1849                                                                                      | Pomona                                                           |
| Sigyn                                                     | Nils Möllerberg                              | 1940            | | brons                                                  |               | dåvarande Kemiska institutionen koordinater saknas                                                                 |                                                                  |
| Patterns of failure                                       | Sirous Namazi                                | 2005            | | skulptur - Frigolit, fiberglasarmering, plast, billack |               | Polhemsskolan 55.70121, 13.179                                                                                     | Patterns of failure                                              |
| Structure Mandala                                         | Takashi Naraha                               | 1990            | | skulptur - granit                                      |               | Bantorget 55.70391, 13.18802                                                                                       | Structure Mandala                                                |
| Fågelbad                                                  | Staffan Nihlén                               | 1979            | | corténstål                                             |               | Fågelskolan, Gässlingavägen koordinater saknas                                                                     | Fågelbad                                                         |
| Eos, den rosenfingrade                                    | Staffan Nihlén                               |                 | | portugisisk marmor                                     |               | Clemenstorget 55.70742, 13.18856                                                                                   | Eos, den rosenfingrade                                           |
| La prudenza del segno humano (Mänsklig åtbörds varsamhet) | Staffan Nihlén                               | 1991            | | marmor                                                 |               | Kattesund 55.70203, 13.19124                                                                                       | La prudenza del segno humano (Mänsklig åtbörds varsamhet)        |
| Kraka                                                     | Gustav Nordahl                               |                 | | brons                                                  |               | Trolle Wachtmeisters park koordinater saknas                                                                       |                                                                  |
| Lingmonumentet                                            | Gunnar Nordborg                              | 1939            | | sandsten, reliefsvit plus mur                          |               | Stadsparken 55.69904, 13.18428                                                                                     | Lingmonumentet                                                   |
| Syntax och Section                                        | Kirsten Ortwed                               | 2000            | | skulpturer - patinerad brons                           |               | Språk och litteraturcentrum, entréer vid UB-parken och mot gatan 55.70888, 13.19847                                | Syntax och Section                                               |
| Abstrakt form                                             | Bengt Orup                                   | 1972            | | aluminiumplåt                                          | Linero        | Torget, Linero centrum 55.69492, 13.24206                                                                          | Abstrakt form                                                    |
| Beatrice besöker brandstationen                           | Ann Pontén                                   | 1993            | | brons, rostfritt stål                                  |               | Brandstationen Gastelyckan koordinater saknas                                                                      |                                                                  |
| Esaias Tegnér                                             | Carl Gustaf Qvarnström                       | 1853            | staty över Esaias Tegnér                                                                                   | staty - brons                                          |               | Tegnérsplatsen 55.70476, 13.19556                                                                                  | Esaias Tegnér                                                    |
| Labyrint                                                  | Oscar Reutersvärd                            | 1996            | | Häcklabyrint - avenbok                                 |               | Stadsparken koordinater saknas                                                                                     |                                                                  |
| Tungt flytande flykt                                      | Oscar Reutersvärd                            | 1967            | | stål                                                   |               | Bollhuset, Fasanvägen 55.70349, 13.17737                                                                           | Tungt flytande flykt                                             |
| Kilian Stobæus                                            | Walter Runeberg                              | 1906            | byst över Kilian Stobæus                                                                                   | byst - brons                                           |               | Universitetsplatsen 55.70591, 13.19417                                                                             | Kilian Stobæus                                                   |
| Anders Jahan Retzius                                      | Walter Runeberg                              | 1906            | byst över Anders Jahan Retzius                                                                             | byst - brons                                           |               | Universitetsplatsen 55.70552, 13.19389                                                                             | Anders Jahan Retzius                                             |
| Resterna av ljusträdet i Lundagård                        | Gillis Samuelsson                            | 2001            | | almträ                                                 |               | Botaniska trädgården 55.70304, 13.20351                                                                            | Resterna av ljusträdet i Lundagård                               |
| alleirbaG                                                 | Hans Scherer                                 | 2011            | |                                                        |               | Gruppboendet Råbylund koordinater saknas                                                                           |                                                                  |
| Alluvio                                                   | Eva Stene                                    | 1992            | | betong                                                 | Värpinge      | Värpinge koordinater saknas                                                                                        |                                                                  |
| Remi - Reminiscens                                        | Eva Stene                                    | 1992            | | betong                                                 | Värpinge      | Värpinge koordinater saknas                                                                                        |                                                                  |
| Sven Lagerbring                                           | Albert von Stockenström                      | 1907            | byst över Sven Lagerbring                                                                                  | byst - brons                                           |               | Universitetsplatsen 55.70572, 13.19478                                                                             | Sven Lagerbring                                                  |
| Fossil II                                                 | Pål Svensson                                 | 1991            | | granit                                                 | Värpinge      | Värpinge centrum koordinater saknas                                                                                |                                                                  |
| Vikten                                                    | Jörgen Haugen Sörensen                       | 1994            | | granit                                                 |               | Teknologkårhuset, Lunds Tekniska Högskola 55.71204, 13.20949                                                       | Vikten                                                           |
| Skeppet                                                   | Jörgen Haugen Sörensen                       | 1994            | | granit                                                 |               | Lunds Tekniska Högskola 55.71203, 13.20948                                                                         | Skeppet                                                          |
| Väggarna                                                  | Jörgen Haugen Sörensen                       | 1994            | | granit                                                 |               | Lunds Tekniska Högskola 55.71265, 13.21028                                                                         | Väggarna                                                         |
| Livets gång                                               | Thure Thörn                                  | 1985            | | brons                                                  |               | Fredenstorps minneslund koordinater saknas                                                                         |                                                                  |
| Stenblomma                                                | Thure Thörn                                  | 1955            | | granit                                                 |               | Hårlemans plats koordinater saknas                                                                                 |                                                                  |
| Vattenskulptur                                            | Ulf Trotzig                                  | 1974            | | glas                                                   |               | Källbo servicehus, Arkivgatan koordinater saknas                                                                   |                                                                  |
| Triad                                                     | Folke Truedsson                              | 1966            | | förgyllt brons                                         |               | Patologiska institutionen, Sölvegatan 55.70974, 13.20041                                                           | Triad                                                            |
| Uppståndelsens ängel (Flyktingmonumentet)                 | Nándor Wagner                                | 1963            | | rostfritt stål                                         |               | Norra kyrkogården koordinater saknas                                                                               | Uppståndelsens ängel (Flyktingmonumentet)                        |
| Den röda soffan                                           | Magnus Walén                                 | 2008            | |                                                        | Södra Sandby  | Gruppboendet, Vattugatan 14 i Södra Sandby koordinater saknas                                                      |                                                                  |
| Barmhärtigheten                                           | Axel Wallenberg                              | 1952            | | granit                                                 |               | Sankt Jörgens park, Linnéstaden 55.70124, 13.20913                                                                 | Barmhärtigheten                                                  |
| Forskarcellerna                                           | Maaria Wirkkala                              | 2001            | Stenbelagda och planterade gårdar med glashus                                                              | Helhetsgestaltning                                     |               | Biomedicinskt centrum koordinater saknas                                                                           |                                                                  |
| Bläddran                                                  | John Wipp                                    | 1967            | | sandblästrad betong                                    | Klostergården | Vårvädersvägen koordinater saknas                                                                                  |                                                                  |
| Penslarna                                                 | John Wipp                                    | 1974            | | glasfiberarmerad polyesterplast                        |               | Målarstugans daghem, Patrik Rosengrens park koordinater saknas                                                     |                                                                  |
| Draperilandskap                                           | John Wipp                                    | 1980            | | sgraffito                                              |               | Försäkringskassan, Stora Södergatan 55.69877, 13.19078                                                             | Draperilandskap                                                  |
| Nattens och dagens himlavalv                              | John Wipp                                    | 1986            | | sgraffito                                              |               | Spyken, Dalbyvägen 55.70081, 13.20058                                                                              | Nattens och dagens himlavalv                                     |
| Sankt Göran och draken                                    | Tarja Ylivallo                               | 1992-93         | | sgraffito                                              |               | Ladugårdsmarkens skola och daghem koordinater saknas                                                               |                                                                  |
| Fontänen på Universitetsplatsen                           | Helgo Zettervall                             | 1889            | | porfyrisk granit och stål                              |               | Universitetsplatsen 55.70561, 13.1943                                                                              | Fontänen på Universitetsplatsen                                  |
| Ljudvåg                                                   | Christine Ödlund                             | 2012            | |                                                        |               | Orkesterparkens förskola koordinater saknas                                                                        |                                                                  |
| Rymdskeppet                                               | Edvin Öhrström                               | 1976            | | skulptur - glas och rostfritt stål                     |               | Fäladstorget 55.7232, 13.20365                                                                                     | Rymdskeppet                                                      |
| Skulptur                                                  | Willy Ørskov                                 | 1967            | | brons                                                  |               | Polishusets gård, Byggmästaregatan 55.70434, 13.18329                                                              |                                                                  |
| Väggrelief                                                | Anders Österlin                              | 1966            | | keramik, betong                                        |               | Tunaskolan, Warholms väg 55.70758, 13.21373                                                                        | Väggrelief                                                       |
| Sven Nilsson                                              | Walter Runeberg (?)                          |                 | byst över Sven Nilsson                                                                                     | byst - brons                                           |               | söder om Universitetshuset 55.70541, 13.19317                                                                      | Sven Nilsson                                                     |
| Från hamn till hamn                                       | [skeppsankare]                               | 2012            | | stål                                                   |               | Botaniska trädgården 55.70304, 13.20351                                                                            | Från hamn till hamn                                              |
| Relief                                                    | Okänd                                        |                 | | stålplåt                                               |               | Södra väggen på tekniska nämndhuset 55.70534, 13.18391                                                             | Relief                                                           |
| Skulptur                                                  | Okänd                                        |                 | | betong                                                 |               | Söder om ingången till Barn- och ungdomssjukhuset, Lunds Universitetssjukhus 55.71224, 13.20065                    | Skulptur                                                         |
| Skulptur                                                  | Okänd                                        |                 | | metall                                                 |               | utanför Lunds tingsrätt 55.7043, 13.18412                                                                          | Skulptur                                                         |
| Fontän                                                    | Okänd                                        |                 | | metall                                                 |               | Stadsparken 55.70059, 13.18612                                                                                     | Fontän                                                           |
| Torsten Andrée                                            | Okänd                                        |                 | Byst av Torsten Andrée                                                                                     | byst - brons                                           |               | Utanför entrén till Lunds Universitetssjukhus 55.71157, 13.19826                                                   | Torsten Andrée                                                   |
| Sven Ingvar                                               | Okänd                                        |                 | Byst av Sven Ingvar                                                                                        | byst - sten                                            |               | Utanför entrén till Lunds Universitetssjukhus 55.71163, 13.19828                                                   | Sven Ingvar                                                      |
| Elis Essen-Möller                                         | Okänd                                        |                 | Byst av Elis Essen-Möller                                                                                  | byst - brons                                           |               | Utanför entrén till Lunds Universitetssjukhus 55.71166, 13.19831                                                   | Elis Essen-Möller                                                |
| Karl Petrén                                               | Okänd                                        |                 | Byst av Karl Petrén                                                                                        | byst - brons                                           |               | Utanför entrén till Lunds Universitetssjukhus 55.7117, 13.19834                                                    | Karl Petrén                                                      |
| Seved Ribbing                                             | Okänd                                        |                 | Byst av Seved Ribbing                                                                                      | byst - brons                                           |               | Utanför entrén till Lunds Universitetssjukhus 55.71173, 13.19836                                                   | Seved Ribbing                                                    |
| Donavit                                                   | Anders Soidre                                | 2000            | | Labyrint                                               |               | framför Klassiska institutionen och Institutionen för konst- och musikvetenskap vid Biskopsgatan 55.7066, 13.19916 |                                                                  |
| Bågar                                                     | Lena Bergestad-Jonsson                       | 1998            | | Skulptur                                               |               | koordinater saknas                                                                                                 |                                                                  |
| Devices                                                   | Beatrice Hansson                             | 2001            | | Skulptur                                               |               | Fysicum, Förbränningsteknik koordinater saknas                                                                     |                                                                  |
| Okänd titel                                               | Johan Scott                                  | 2001            | | Måleri                                                 |               | koordinater saknas                                                                                                 |                                                                  |
| Intervall                                                 | Lena Bergström                               | 2002            | | Skulptur                                               |               | koordinater saknas                                                                                                 |                                                                  |
| Uppbruten markrelief                                      | Iréne Vestman                                | 2003            | | Skulpturanläggning - granit                            |               | Geocentrum II 55.70931, 13.20091                                                                                   |                                                                  |
| Kosmos, Knattarna och det magiska barnet                  | Lisa Jeannin                                 | 2004            | | Skulptur                                               | Veberöd       | Svaleboskolan (inomhus) koordinater saknas                                                                         | Det är troligen inte ok att ladda upp en bild av detta konstverk |
| Genesis                                                   | Peter Hahne                                  | 2004            | | Måleri                                                 | Veberöd       | koordinater saknas                                                                                                 |                                                                  |
| Tempererat ljus                                           | Brita Flander                                | 2002            | | Konsthantverk                                          |               | koordinater saknas                                                                                                 |                                                                  |
| Öppna/Sluta                                               | Charlotte Walentin                           | 2007            | | Helhetsgestaltning                                     |               | (inomhus) koordinater saknas                                                                                       | Det är troligen inte ok att ladda upp en bild av detta konstverk |
| Molekul                                                   | Gunilla Bandolin                             | 2008            | | Skulptur                                               |               | Kemicentrum (innergård) koordinater saknas                                                                         |                                                                  |
| Instrumentarium för en drömd kiosk                        | Jens Fänge                                   | 2008            | | Måleri                                                 |               | koordinater saknas                                                                                                 |                                                                  |
| Evolution                                                 | Frida Oliv                                   | 2010            | | Måleri                                                 |               | koordinater saknas                                                                                                 |                                                                  |
| Fundamentet                                               | Daniel Jensen                                | 2012            | | Skulpturpelare                                         |               | Arkivcentrum Syd, framför entrén koordinater saknas                                                                |                                                                  |
| Into the Wild                                             | Carl Boutard                                 | 2012            | | Skulptur - brons                                       |               | Lunds universitet, A-huset, framför entré koordinater saknas                                                       |                                                                  |
| Meridianen för den akademiska kvarten                     | Okänd                                        | 1996            | Plakett 1 timme och 15 minuter från Greenwich tid. Utplacerad av Uarda-akademin                            | plakett                                                |               | Vid fontänen framför universitetshuset 55.7056, 13.1945                                                            | Meridianen för den akademiska kvarten                            |
| Intighet                                                  | Okänd                                        | 1984            | Metallskylt mellan kullerstenarna. Utplacerad av Uarda-akademin                                            | plakett                                                |               | Krafts torg (vid domkyrkan) 55.70403, 13.19489                                                                     |                                                                  |
| Gohrmann hit ser man Intet                                | Okänd                                        | 1988            | Metallskylt mellan kullerstenarna. Utplacerad av Gohrmannsällskapet                                        | plakett                                                |               | Krafts torg (vid domkyrkan) koordinater saknas                                                                     |                                                                  |
| Minnessten över Lundautställningen 1907                   | Okänd                                        |                 | 6,5 meter hög minnessten över Lundautställningen 1907 utformad som en runsten, dock med vanliga bokstäver. | minnessten                                             |               | Stadsparken (västra sidan av fågeldammen) 55.69767, 13.18555                                                       | Minnessten över Lundautställningen 1907                          |

## Skulpturer i Skissernas museums skulpturpark
| Titel                         | Konstnär(er)             | Årtal | Beskrivning                                                    | Typ - material | Plats Koordinater  | Bild                          |
| ----------------------------- | ------------------------ | ----- | -------------------------------------------------------------- | -------------- | ------------------ | ----------------------------- |
| Kommer ihåg att jag såg dig   | Bianca Maria Barmen      |       |                                                                | brons          | koordinater saknas | Kommer ihåg att jag såg dig   |
| Tomrummet mellan Yin och Yang | Carl Fredrik Reuterswärd | 1991  |                                                                | brons          | koordinater saknas | Tomrummet mellan Yin och Yang |
| Vattenmobil II                | Hasse Hellström          | 1961  | Modell till Vattenmobil II i skala 1:4, ej utförd i full skala |                | koordinater saknas | Vattenmobil II                |
| Badande                       | Elli Hemberg             | 1978  |                                                                | rostfritt stål | koordinater saknas | Badande                       |
| Två vindar                    | Christian Berg           | 1975  |                                                                | marmor         | koordinater saknas | Två vindar                    |
| Non violence                  | Carl Fredrik Reuterswärd |       |                                                                | brons          | koordinater saknas | Non violence                  |
| Kropp och ytor                | Gert Marcus              | 1968  |                                                                | diabas         | koordinater saknas | Kropp och ytor                |
| Cirkelns expansion            | Gert Marcus              | 1999  |                                                                | carraramarmor  | koordinater saknas | Cirkelns expansion            |
| Romersk vagn                  | Arne Jones               | 1953  | detalj av modell                                               | brons          | koordinater saknas | Romersk vagn                  |
| Aletheia                      | Richard Nonas            | 1986  |                                                                | granit         | koordinater saknas | Aletheia                      |
| R.W.                          | Ulla Kraitz              |       |                                                                | brons          | koordinater saknas | R.W.                          |
| Kriget                        | Ivar Johnsson            | 1939  | Modell till Kriget på Östergötlands länsmuseum                 | marmor         | koordinater saknas | Kriget                        |
| Asamk                         | Olle Baertling           |       | Modell till Asamk                                              | stål           | koordinater saknas | Asamk                         |
| Pomona                        | Adam Fischer             | 1946  | Modell till Pomona på Rådhusplatsen i Sönderborg, detalj       | brons          | koordinater saknas |                               |
| Ikaros                        | Palle Pernevi            |       | Modell till Ikaros                                             |                | koordinater saknas | Ikaros                        |
| 1076                          | Lars Ekholm              | 1981  |                                                                | corténstål     | koordinater saknas | 1076                          |
| Form i former, modell         | Karl Göte Bejemark       | 1975  |                                                                | brons          | koordinater saknas | Form i former, modell         |
| Intervaller                   | Carl Magnus              |       |                                                                |                | koordinater saknas | Intervaller                   |
| Orfeus, modell                | Carl Milles              |       |                                                                |                | koordinater saknas | Orfeus, modell                |

## Tidigare utplacerade konstverk
Nedan följer en lista på konstverk som tidigare varit utplacerade men nu är i förvar, förstörda eller försvunna.
| Titel    | Konstnär(er)   | Årtal | Beskrivning | Typ - material | Stadsdel/ort | Tidigare plats Koordinater                                    | Bild     |
| -------- | -------------- | ----- | ----------- | -------------- | ------------ | ------------------------------------------------------------- | -------- |
| Främling | Allan Runefelt | 1956  |             | förtent brons  |              | Fysiska institutionens förgård, Sölvegatan koordinater saknas | Främling |